# Glen Helen

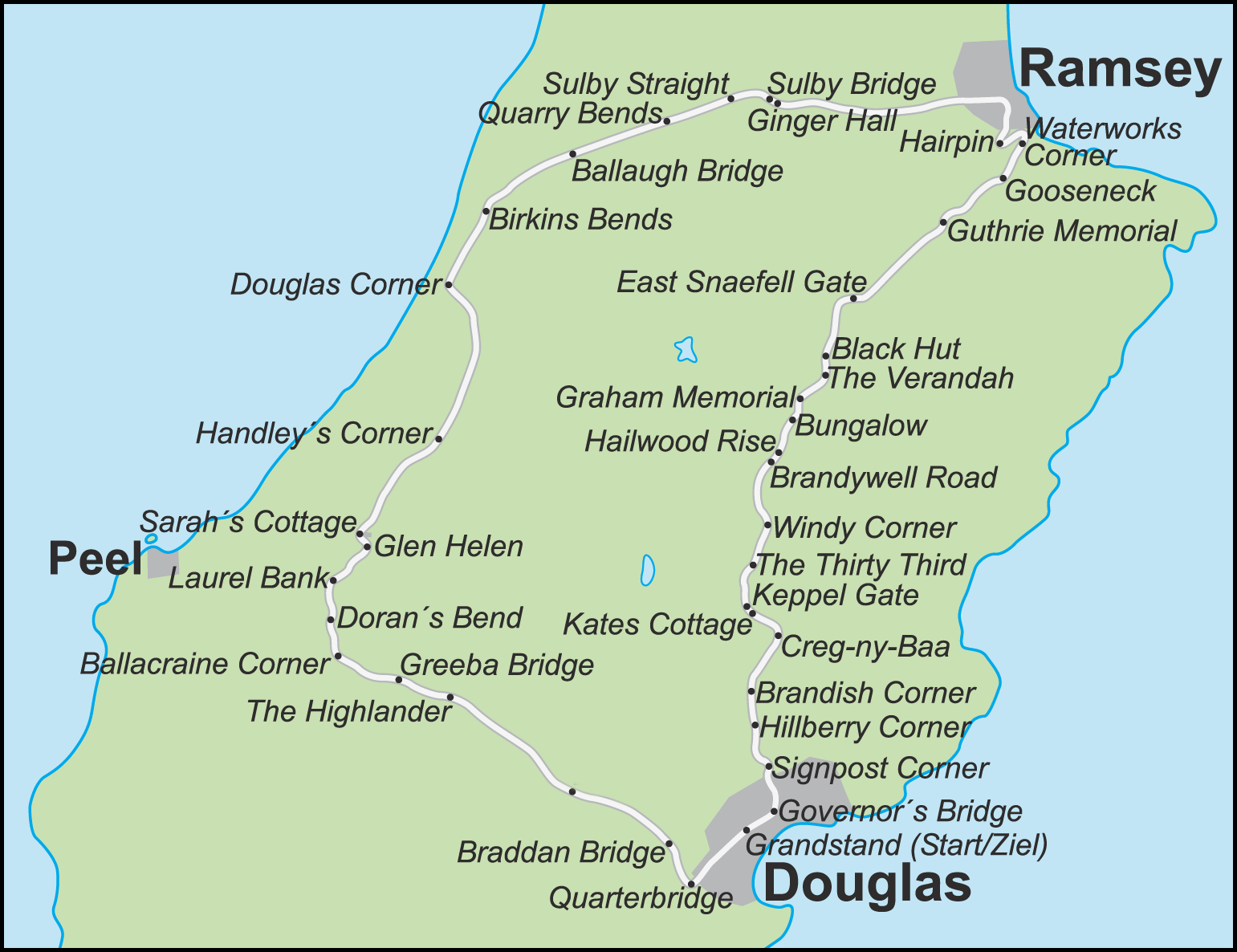
Glen Helen ligt in het westen van het eiland Man

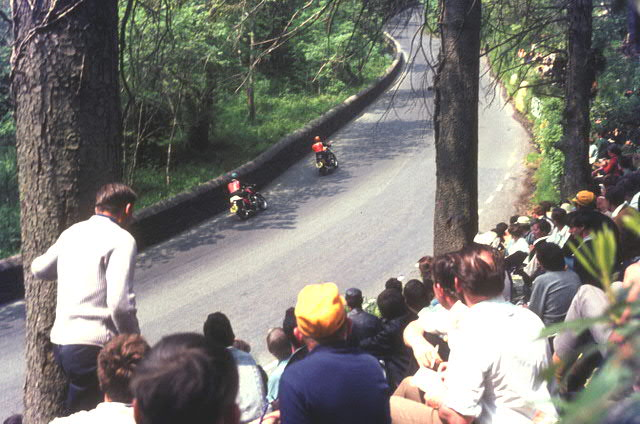
twee travelling marshals passeren Glen Helen in 1969

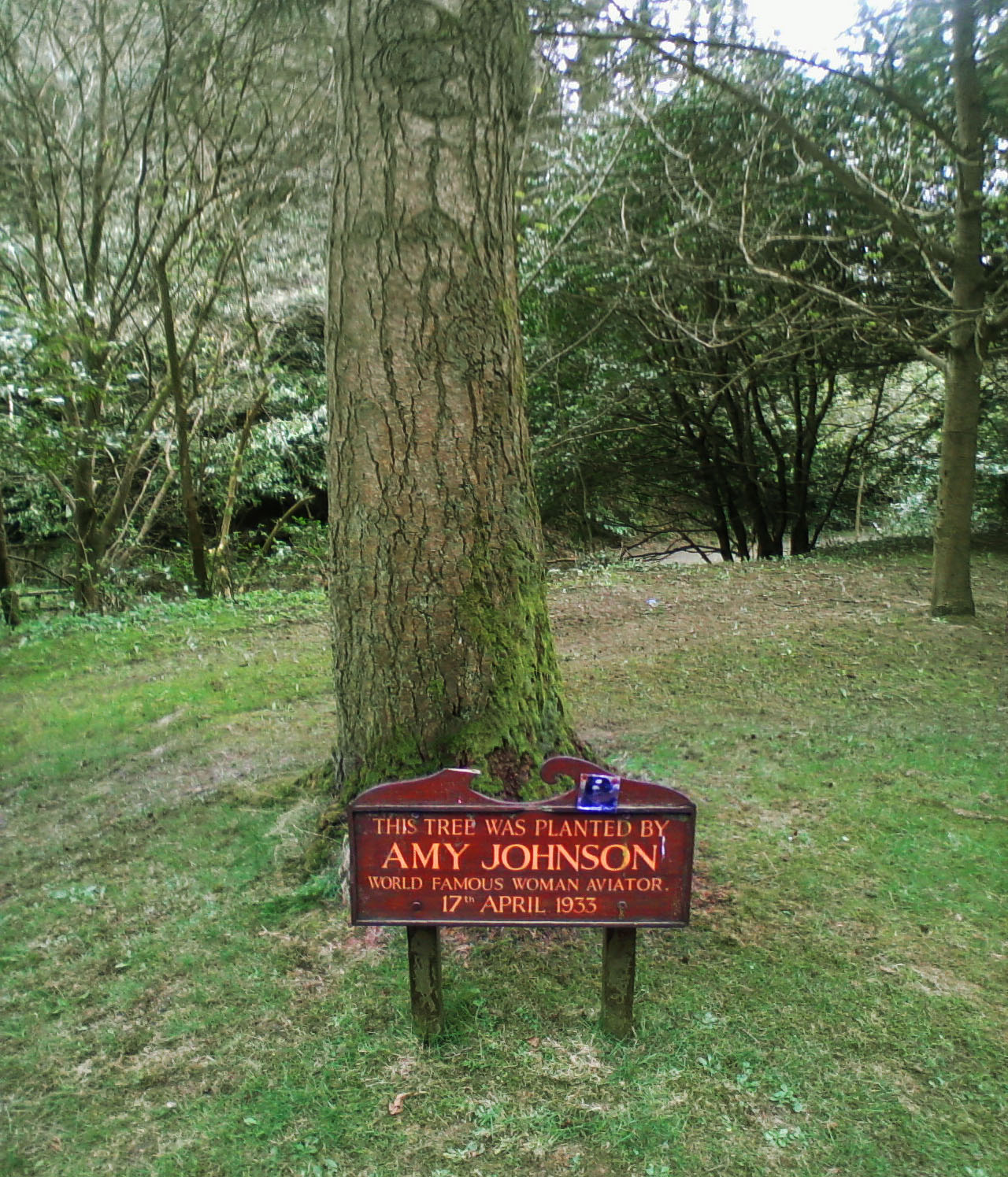
Boom in de mond van de Glen, geplant door pilote Amy Johnson in 1933

Glen Helen (Manx: Glion Lammal, voorheen Glen Rhenass = dal van de Rhenass) is een glen (dal) in de parochie German op het eiland Man. Het ligt langs de A3 Castletown-Ramsey.
De vallei werd in de jaren zestig van de 19e eeuw gecreëerd door een consortium van zakenmensen van het eiland Man. Zij legden wandelpaden aan, bouwden bruggetjes en lieten bomen en mooie struiken planten. In 1867 werd de vallei geopend voor het publiek. Tegenwoordig staan er sequoia's, thuja's, sparren, douglassparren, eiken, esdoorns en beuken. Er lopen wandelpaden langs de riviertjes Neb en Blaber en naar de Rhenass waterval.

## Naamgeving
Glen Helen heette oorspronkelijk Glen Rhenass, maar over het ontstaan van de huidige naam bestaat onzekerheid. Mogelijk is de vallei vernoemd naar een dochter van de familie Marsden, die hier een cottage bewoonde. De cottage brandde in 1983 af maar werd in originele staat herbouwd en als restaurant gebruikt. Daar is ook een klein speeltuintje bij. Een andere mogelijkheid is dat de zakenlieden die de vallei aanlegden de naam uit het Grieks (Helena) kozen, om de schoonheid van het gebied te benadrukken.

## Isle of Man TT en Manx Grand Prix
Glen Helen ligt ook langs de Snaefell Mountain Course, het circuit dat gebruikt wordt voor de Isle of Man TT en de Manx Grand Prix. Het vormt het een van de markante punten langs dit circuit en ligt tussen de 9e en de 10e mijlpaal. Glen Helen maakte ook deel uit van de Highroads Course en de Four Inch Course, die gebruikt werden voor de Gordon Bennett Trial en de RAC Tourist Trophy van 1904 tot 1922. Het hoorde ook bij de St John's Short Course, die voor motorraces werd gebruikt van 1907 tot 1910.

### Circuitverloop
Coureurs verdelen Glen Helen in twee bochten. De eerste, "Glen Helen 1", ligt kort achter de uitgaande bocht van Black Dub en begint bij de 9e mijlpaal. Het is een flauwe linker bocht. "Glen Helen 2" is ook een linker bocht, maar gevaarlijker omdat hij scherper is en eindigt bij een stenen muurtje dat een van de openbare voetpaden begrenst. Deze bocht wordt ook wel "Glen Helen Corner" genoemd en biedt plaats voor publiek op de parkeerplaats van de Glen Helen Inn en op de natuurlijke helling in de bocht. Glen Helen 1 is eigenlijk een zeer lang strekkende linker bocht, en omdat de coureurs dit hele stuk in de binnenbocht blijven, wordt de korte rechter bocht voor Glen Helen Corner eigenlijk rechtgetrokken. Ze rijden in een rechte lijn door en komen zo vanzelf aan de rechterkant uit om Glen Helen Corner aan te snijden. Ze rijden dan wel vlak langs een muurtje, want enkele meters eerder houdt het trottoir op bij de ingang van een openbaar bospad. De coureurs kiezen bij de nadering en in Glen Helen Corner verschillende lijnen. De meesten snijden de bocht vanaf de buitenkant aan, maar Harold Daniell koos in de jaren dertig bewust voor een binnenlijn, zelfs terwijl hij wist dat een ondergrondse bron de weg daar altijd wat vochtig maakte. Het gaf hem een betere mogelijkheid uit te accelereren richting Sarah's Cottage. Hij leverde bochtensnelheid in om uiteindelijk harder te gaan.

## Voorvallen bij Glen Helen
- 1911: In 1911 viel het eerste dodelijke slachtoffer van de TT races, Victor Surridge, bij Glen Helen. De dood van Surridge leidde tot een boycot van de TT van Man door een aantal Britse motorfietsmerken in 1912. Surridge was gevallen bij Creg Willey's Hill, maar overleed in het Glen Helen Hotel.
- 1930: De Zwitserse coureur F. Franconi crashte tijdens de Lightweight TT met zijn Universal bij Glen Helen.
- 1969: Michael Bennett verongelukte dodelijk bij Glen Helen tijdens de Manx Grand Prix.
- 1972: Chris Clarke verongelukte dodelijk bij Glen Helen tijdens de Manx Grand Prix.
- 1974: Op 1 juni verongelukte David Nixon dodelijk bij Glen Helen tijdens de Production 1000 TT. Op 3 september verongelukte David Forrester dodelijk bij Glen Helen tijdens de Manx Grand Prix.
- 1978: De Nieuw-Zeelander Mike Adler was 35e geworden in de Senior TT, maar verongelukte tijdens de Classic TT bij Glen Helen.
- 1980: Roger Corbett verongelukte bij Glen Helen tijdens de Classic TT.
- 1996: Robert Holden verongelukte tijdens de training van de Formula One TT.
- 2009: Adam Barcley crashte tijdens de Dainese Superbike TT.

## Trivia
- George Somerset, 3rd Baron Raglan, was gouverneur van het eiland Man en hij maakte door de openbare wegen af te sluiten de Isle of Man TT mede mogelijk. In 1908, net voor de tweede TT, veroorzaakte hij een ongeluk net voorbij Glen Helen. Volgens de lokale krant kwam hij met zijn Daimler "per ongeluk op de verkeerde weghelft". Hij reed een motorrijder aan, maar man en machine kwamen met geringe schade vrij. Waarschijnlijk vanwege de status van Somerset werd er nooit meer iets over de zaak gehoord.
- Het ongeluk van Victor Surridge voor de deur van het Glen Helen Hotel leidde tot een boycot van de TT door een aantal teams. Het team van Surridge, Rudge, had in dat jaar juist het Glen Helen Hotel als uitvalsbasis gekozen. Er logeerden 9 coureurs en 20 teamleden.
- Henry Tyrell-Smith crashte in 1929 bij Glen Helen, werd opgelapt in het Glen Helen Hotel en eindigde in de Senior TT als 3e. Hij had een beenwond en drie gebroken ribben. Toch had hij gemakkelijk gediskwalificeerd kunnen worden. In het hotel had men niet veel meer gedaan dan zijn leren racepak hersteld, maar toen hij buiten kwam, nog duizelig van de gebeurtenissen, zag hij dat een official zijn motorfiets vasthield, met draaiende motor. Tyrell-Smith hoefde niet meer te doen dan opstappen en wegrijden, maar dit was een duidelijk geval van "hulp van buitenaf" en dus verboden.
- Tegenwoordig is het hele stuk van Ballacraine tot Cronk-y-Voddy tamelijk bosrijk, maar vroeger was dat niet zo. In 1947, toen het erg warm was, viel Ken Bills tijdens de Junior TT over gesmolten asfalt.
- Steve Hislop viel in 1987 tijdens de Junior TT bij Glen Helen uit met een defecte ontsteking. 's Avonds verdronk hij zijn verdriet in een pub en daarna sloot hij aan in de rij van een hamburgerkiosk. Daar trof hij Phil Mellor en vertelde hem dat hij geen geld had voor een nieuwe ontsteking. Iemand in de rij hoorde dat en bood hem een vervangende ontsteking aan voor de gereduceerde prijs van 150 pond. Hislop kon dat ook niet betalen, waarop Colin Aldridge, een amateur-coureur die ook in de rij stond, zijn vrienden opriep om in de buidel te tasten. Dat leverde genoeg geld op, dat Aldridge aan de verkoper overhandigde. Steve Hislop won later in de week de Formula Two TT met 17 seconden voorsprong op Eddie Laycock.

(Markante punten in cursief zijn onofficiële punten of worden alleen gebruikt binnen Marshal Sectors)
1e mijl:
TT Grandstand ·
Nobles Park ·
St Ninian's Crossroads ·
Bray Hill ·
Ago's Leap ·
Quarterbridge Road ·
1st Milestone ·
2e mijl:
Wal Handley Memorial Seat ·
Quarterbridge ·
Port-y-Chee Meadow ·
Braddan Bridge ·
Jubilee Oak ·
Braddan Bridge House ·
Braddan Depot ·
Snugborough (Cronk Dhoo) ·
2nd Milestone ·
3e mijl:
Union Mills (Mullen Dhoo, Mwyllin Dhoo Aah, Mullin Doway) ·
Railway Inn ·
Ballahutchin Hill (Elm Bank Hill) ·
3rd Milestone ·
4e mijl:
Ballafreer ·
Glenlough ·
Ballagarey Corner ·
Glen Vine (Glen Darragh) ·
Ballabeg ·
4th Milestone ·
5e mijl:
Crosby ·
Crosby Left (Vicarage Corner) ·
Crosby Cross-Roads ·
5th Milestone ·
6e mijl:
Crosby Hill (Ballaglonney Hill of Halfway Hill) ·
Halfway House (The Waggon & Horses) ·
St Trinian's ·
The Highlander ·
Greeba Verandah ·
Pear Tree Cottage ·
Greeba Castle ·
6th Milestone ·
7e mijl:
Appledene (Shimmin's Corner) ·
Central Valley (Greeba Gap) ·
Greeba Bridge ·
The Hawthorn ·
Knock Breck ·
Gorse Lea ·
7th Milestone ·
8e mijl:
Ballagarraghyn ·
Ballacraine ·
Ballaspur ·
Ballig ·
8th Milestone ·
9e mijl:
Ballig Bridge ·
Doran's Bend ·
Laurel Bank ·
9th Milestone ·
10e mijl
Glen Moar Mill ·
Black Dub ·
Quarter-Distance Marker ·
The Vaish ·
Glen Helen (Glen Rhenass) ·
Sarah's Cottage ·
Creg Willey's Hill ·
10th Milestone ·
11e mijl:
Lambfell Beg ·
Lambfell (Moar) Cottage ·
Cronk-y-Voddy (Cronk-y-Voddy Straight) ·
Cronk-y-Voddy Cross Roads ·
Molyneux's ·
Cronk Bane Farm ·
11th Milestone ·
12e mijl:
Drinkwater's Bend ·
Handley's Corner (Cronk-y-Fedjag, Ballamenagh) ·
12th Milestone ·
13e mijl:
McGuinness's (Shoughlaigue Bridge) ·
Ballaskyr ·
Barregarrow Cross Roads (Cronk Aashen) ·
Barregarrow ·
Little Bray ·
Barregarrow Bottom ·
Cammal Farm ·
Cronk Urleigh ·
13th Milestone ·
14e mijl:
Ballalonna Bridge ·
Westwood Corner ·
Ballakinnag ·
14th Milestone ·
15e mijl:
Douglas Road Corner ·
Glen Wyllin Corner ·
The Mitre ·
Dave Saville Memorial Seat ·
Kirk Michael ·
The White House ·
15th Milestone ·
16e mijl:
Birkin's Bend ·
Rhencullen ·
Bishopscourt ·
Bishopscourt Farm Bends ·
Bishopscourt Straight ·
Orrisdale North ·
16th Milestone ·
17e mijl:
Dub Cottage (Bishop's Dub) ·
Alpine Cottage ·
Balla Cobb ·
17th Milestone ·
18e mijl:
Ballaugh Bridge ·
Ballaugh ·
Gwen's ·
Ballacrye Corner ·
Ballacrye ·
18th Milestone ·
19e mijl:
Quarry Bends ·
Ballavolley ·
Wildlife Park ·
Sulby Straight ·
Half-distance Marker ·
19th Milestone ·
20e mijl:
Sulby ·
Sulby Glen Hotel ·
Sulby Crossroads ·
Sulby Bridge ·
20th Milestone ·
21e mijl:
Ginger Hall ·
Kerrowmoar ·
21st Milestone ·
22e mijl:
Glen Duff ·
Glentramman ·
Temple Corner (Water Through Corner) ·
Glentramman Loop Road ·
Churchtown ·
Caravan ·
22nd Milestone ·
23e mijl:
Lezayre War Memorial ·
Ballakillingan ·
Conker Fields ·
K-tree ·
Sky Hill ·
Milntown Cottage (Pinfold Cottage) ·
Milntown Bridge (Glen Auldyn Bridge) ·
Milntown ·
Gardener's Lane ·
23rd Milestone ·
24e mijl:
Lezayre Road ·
School House Corner (Crossags, Russel's Corner) ·
Parliament Square ·
Queen's Pier Road ·
Ramsey Depot ·
Cruickshanks Corner ·
May Hill ·
24th Milestone ·
25e mijl:
Whitegates ·
Stella Maris ·
Ramsey Hairpin ·
Little Gooseneck ·
Water Works Corner ·
Ballure Reservoir ·
Mountain Section ·
Tower Bends ·
25th Milestone ·
26e mijl:
Gooseneck ·
Joey's (26th Milestone) ·
27e mijl:
Guthrie's Memorial ·
The Cutting ·
27th Milestone ·
28e mijl:
Milligan's Bridge ·
Mountain Mile ·
28th Milestone ·
29e mijl:
Three-Quarter distance marker ·
Mountain Box (East Mountain Gate, East Snaefell Gate) ·
29th Milestone ·
30e mijl:
Casey's (Rice's Corner, George's Folly) ·
Black Hut (Stonebreakers Hut, Shepherd's Hut) ·
John Smyth Memorial Shelter ·
Verandah ·
30th Milestone ·
31e mijl:
Bungalow Bridge ·
Stonebridge ·
Les Graham Memorial ·
Bungalow Bends ·
McIntyre Box ·
Murray's Museum ·
Joey Dunlop Memorial ·
The Bungalow ·
31st Milestone ·
32e mijl:
Hailwood's Rise ·
Hailwood's Height ·
Brandywell (West Mountain Gate, Beinn-y-Phott Gate, Bungalow Gate) ·
Duke's (32nd Milestone) ·
33e mijl:
Windy Corner (Nobles Corner) ·
Nobles Park Road ·
Slieu Lhost Quarry ·
Thirty-Third (33rd Milestone) ·
34e mijl:
Keppel Gate (Clarke's Corner) ·
Kate's Cottage (Shepherd's House) ·
34th Milestone ·
35e mijl:
Creg-ny-Baa (the Keppel Hotel) ·
Gob-ny-Geay (Sunny Orchard) ·
35th Milestone ·
36e mijl:
Brandish Corner (Telegraph Hill, O'Donnell's en Upper Hillberry Corner) ·
Hillberry Corner ·
36th Milestone ·
37e mijl:
Glen Dhoo Farm ·
Hillberry Road ·
Cronk-ny-Mona ·
Johnny Watterson's Lane ·
Signpost Corner ·
Bedstead Corner ·
The Nook ·
37th Milestone ·
38e mijl:
Bemahague ·
Governor's Bridge ·
Governor's Dip ·
Glencrutchery Road ·
38th Milestone